# Rhododendron lindleyi
Rhododendron lindleyi är en ljungväxtart som beskrevs av Thomas Moore. Rhododendron lindleyi ingår i släktet rododendron, och familjen ljungväxter. Inga underarter finns listade i Catalogue of Life.